# Juan José Navarro
Juan José Navarro de Viana y Búfalo, marquis de la Victoria, né à Messine le 30 novembre 1687 et mort sur l'île de León près de Cadix le 5 février 1772, est un officier de marine espagnol, il est le premier capitaine général de l'Armada espagnole.

## Biographie
Juan José Navarro naît le 30 novembre 1687 à Messine en Sicile, il est le fils d'Ignacio de Navarro, capitaine de l'armée espagnole et de Livia Bufalo, une aristocrate d'origine sicilienne.
Il entre dans l'armée espagnole à l'âge de huit ans et combat en Italie pendant la guerre de Succession d'Espagne. En 1708, il a combat les Maures dans la région d'Oran, où son frère Ramon est tué et où son père décède en captivité. En 1709, il revient en Espagne prend part à la bataille d'Almenar et la bataille de Saragosse, où il est fait prisonnier par les troupes de Guido Starhemberg.
Après la signature de la paix d'Utrecht, il devient capitaine de la compagnie de son défunt père, et a participé à la pacification de la Catalogne.
Après la guerre, il rejoint la marine et au commencement de la guerre de la Quadruple-Alliance, il rejoint la Sardaigne et la Sicile à bord de la Real avec l'armée placée sous les ordres du marquis de Lede, et prend part à leur conquête dans le cadre du marine espagnole Marines.
Navarro est également l'auteur de plusieurs livres importants sur la théorie militaire. Sous la protection de José Patiño, il gravit les échelons les échelons de la hiérarchie. En 1732, il participe à la conquête de l'Orannais sous les ordres duc de Montemar et a joue un rôle important dans la protection des troupes de débarquement par l'usage de son artillerie navale.
Pendant la guerre de Succession d'Autriche, il remporte avec l'aide des forces françaises de Court de La Bruyère sa plus grande victoire en battant la flotte britannique à la bataille de Toulon en 1744. Il est promu au grade de lieutenant général (Teniente general) et reçoit le titre de Marquès de la Victoria (marquis de la Victoire).
Après la bataille, la flotte espagnole reste enfermée à Carthagène, par une flotte de 21 navires sous le contre-amiral William Rowley. Le 15 mars 1750, il est nommé capitán general du département de Cadix et directeur général de l’Armada espagnole.
Six ans plus tard, il termine son Diccionario de la demostrativo configuración y Anatomía de toda arquitectura navale moderna. Il entre à la Réal Academia Española en 1740.
En 1759, il commande un convoi de 36 navires qui accompagne Charles III, le nouveau roi d'Espagne, de Naples en Espagne. Son vaisseau amiral, le Real Fénix (80 canons), est commandé par son fils Hevia Gutierre. En récompense pour ses services, il reçoit un bâton d'or et est nommé capitán general de l’Armada espagnole le 13 décembre de la même année. La dernière mission du marquis de Victoria, alors âgé de 80 ans, est d'organiser l'escadre de neuf navires qui escorte l'infante Marie-Louise à son mari Léopold II, empereur du Saint-Empire romain germanique, et ramène Marie-Louise de Bourbon-Parme, qui devait épouser Charles IV d'Espagne.
Navarro meurt de la gangrène à l'âge de 84 ans.

## Sources et bibliographie
- (es) Cet article est partiellement ou en totalité issu de l’article de Wikipédia en espagnol intitulé « Juan José Navarro » (voir la liste des auteurs).
- (es) Martín Fernández de Navarrete, Biblioteca Marítima Española, Madrid, 1851
- (es) Fernando González de Canales, Catálogo de Pinturas del Museo Naval, Tome II, Ministerio de Defensa, Madrid, 2000.
- (es) Carlos Martínez-Valverde y Martínez, Enciclopedia General del Mar, Garriga, 1957